# 乃木坂太郎
乃木坂太郎（日语：のぎざか たろう，1968年—），日本男性漫畫家。石川縣七尾市出身。日本大學藝術學系電影學科畢業。代表作『醫龍-Team Medical Dragon-』。

## 簡歷
- 1999年在『週刊少年Sunday增刊号（日语：週刊少年サンデー増刊号）』（小學館）上『HOOP STAR』開始漫畫家連載的出道作。
- 2000年開始在『週刊少年Sunday』（小學館）上短期集中連載『キリンジ』。
- 2002年開始在『Big Comic Superior』（小學館）上連載『醫龍-Team Medical Dragon-』，該作於2011年連載完畢。同作品於第50回（平成16年度）小學館漫画賞青年向部門受獎。
- 『幽麗塔（日语：幽麗塔）』从『Big Comic Superior』2011年12號開始連載直到2014年22號為止連載完畢。該作品於2014年度得到第14回Sense of Gender賞（日语：センス・オブ・ジェンダー賞）大賞受獎[2]。
- 同時和漫畫家松江名俊交情甚好。

## 作品
- HOOP STAR
- キリンジ-Open The Adventure Door-（日语：キリンジ (漫画)）全1卷
- 醫龍-Team Medical Dragon-（医龍-Team Medical Dragon-）（原案・永井明（日语：永井明））全25卷
- 幽麗塔（日语：幽麗塔）〜原作：黑岩淚香「幽靈塔（日语：幽靈塔）」〜 全9卷
- 第3的基甸（日语：第3のギデオン）（資料・文獻提供：山中聰）全8卷
- 夏目的結婚對象（夏目アラタの結婚）全12卷

## 助手
- 向後和幸